# Банякавало
Банякава̀ло (на италиански: Bagnacavallo, на местен диалект Bàgnacaval, Банякавал) е град и община в Северна Италия, провинция Равена, регион Емилия-Романя. Разположен е на 11 m надморска височина. Населението на града е 16 665 души (към 2010 г.).